# Victor Gobert
Pour les articles homonymes, voir Gobert.
Victor Gobert , né le 29 mars 1924 à Somain et mort le 16 octobre 2017 à Maing, est un photographe, écrivain, historien et homme politique français.

## Biographie
Victor Charles Jean-Baptiste Gobert naît le 29 mars 1924 à Somain dans le Nord. Il épouse Louise Elvire Maïa, née le 21 juillet 1927 à Fenain, commune voisine.
Il crée son magasin, le Chasseur d'images en 1951 dans la rue Suzanne-Lanoy.
Il devient conseiller municipal de Somain en mars 1959 et ne l'est plus aux élections suivantes de 1965. Il est présent en 1960 lors de la fondation de l'association des Amis du vieux Somain et en reste membre jusqu'à sa mort.
En 1997, 2002 puis 2005, il publie les trois tomes relatant l'histoire de Somain.
Il meurt le 16 octobre 2017 à Maing et est incinéré le 20 octobre au crématorium de Beuvrages. Son urne est placée au columbarium du cimetière de Somain, avec celle de son épouse, morte le 20 août 2015 à Valenciennes.
Le 17 juin 2023 est inaugurée une stèle lui rendant hommage lors de l'inauguration de la rue Suzanne-Lanoy réaménagée, au niveau du site de son magasin, qui a été détruit. La plaque commémorative rend également hommage à son épouse.

Inauguration de la stèle
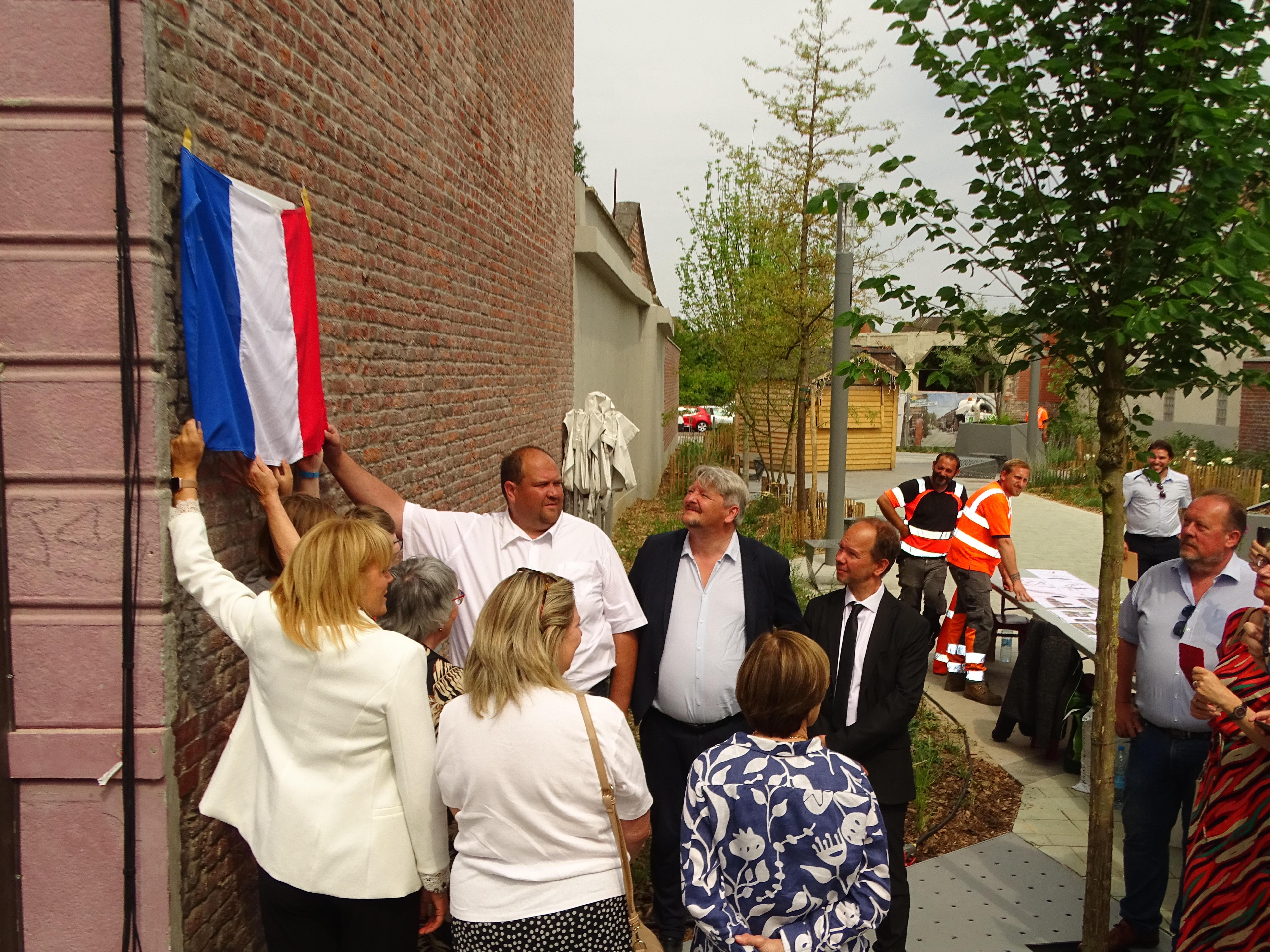
La stèle s'apprêtant à être dévoilée.
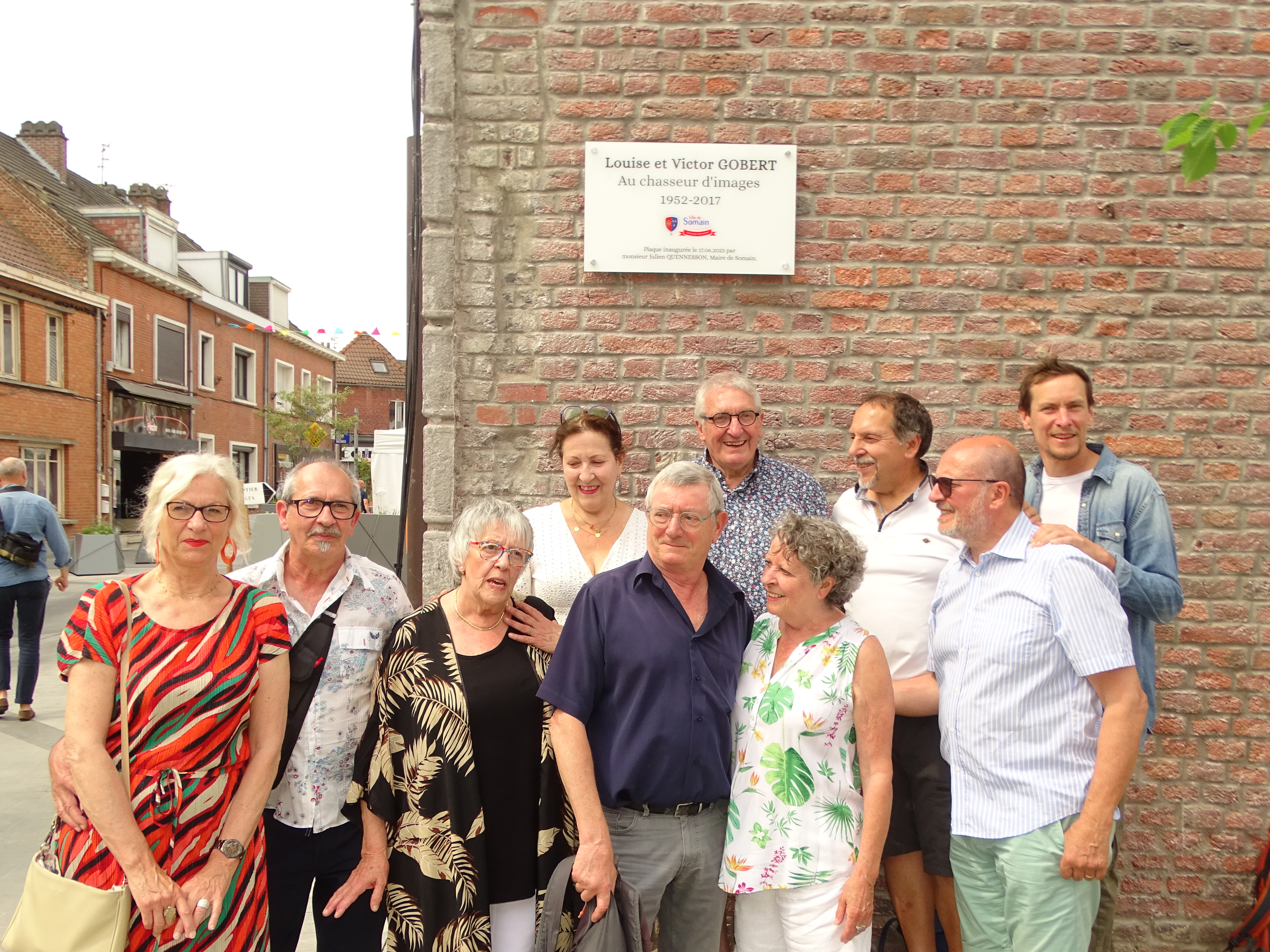
Les descendants de Victor Gobert.
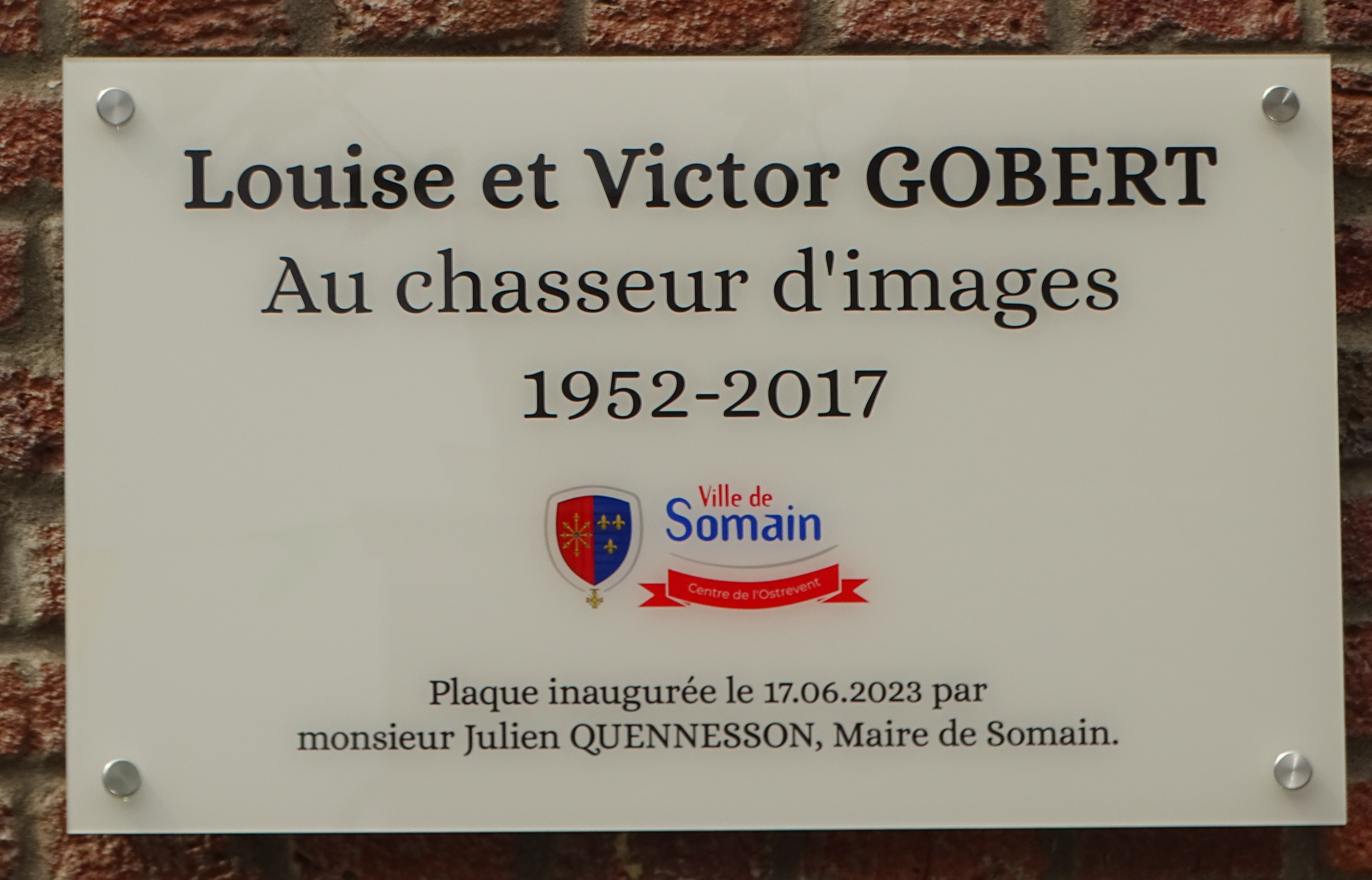
La stèle.